# Хацукаичи
Хацукаичи (јап. 廿日市市) град је у Јапану у префектури Хирошима. Према попису становништва из 2005. у граду је живело 115.530 становника.

## Становништво
Према подацима са пописа, у граду је 2005. године живело 115.530 становника.
| 1995.   | 2000.   | 2005.   |
| ------- | ------- | ------- |
| 112.591 | 114.981 | 115.530 |